# 충청남도천안교육지원청
충청남도천안교육지원청(忠淸南道天安敎育支援廳, Cheonan Office of Education)은 충청남도교육청 산하 교육지원청이다. 충청남도 천안시 서북구 광장로 239에 소재해있으며, 천안시를 관할한다.
교육장은 장학관으로 보한다.

## 연혁
- 1952년 6월 4일 : 시·군단위 교육자치제 실시 (교육법, 법률 제167호) - 천안군 교육구 설치
- 1955년 12월 25일 : 천안군교육구 청사 준공 (천안군 성황동 77번지 2층)
- 1962년 1월 1일 : 교육자치제 폐지 (각령 제233호 교육법 개정법률 제955호) - 천안군 교육과로 개편
- 1963년 1월 1일 : 천안시 승격 (천안읍과 환성면 통합)
- 1964년 1월 1일 : 교육자치구 부활 (교육법 개정 법률 제1435호) - 천안시교육청과 천안군교육청 설립
- 1966년 12월 5일 : 천안시교육청사 준공 (천안시 성황동 261-38번지) 606평
- 1972년 12월 16일 : 중학교 감독권을 시·군교육장이 도 교육감으로부터 인수 -
- 1972년 12월 16일 : 천안시교육청 (국민학교 11교, 중학교 7교) -
- 1972년 12월 16일 : 천안군교육청 (국민학교 35교, 중학교 8교)
- 1973년 1월 1일 : 천안시교육청에 천안군교육청이 흡수 통합 (대통령령 제6439호)
- 1973년 6월 29일 : 천안시교육청사 신축 (천안시 원성동 267-14번지)
- 1976년 9월 7일 : 교육장 하부조직규칙 개정 (2과 6계)
- 1979년 7월 10일 : 교육장 하부조직 개편 (2과 7계)
- 1991년 3월 1일 : 교육장 하부조직 개편 (2과 8계) - 학무과의 사회체육계를 사회교육계와 보건체육계로 분리
- 1991년 3월 26일 : 광역교육자치제 실시 (지방교육자치에관한법률 부칙 제1조) - 천안시교육청을 충청남도 천안교육청으로 기관명칭 변경
- 1991년 8월 16일 : 지방교육행정기관직제 변경 (대통령령 제13,451호) - 4과 11계
- 1999년 1월 1일 : 지방교육행정기관직제 변경 (대통령령 제15,916호) - 2과 10담당
- 2006년 7월 1일 : 지방교육행정기관직제 변경 - 2국 6과 17담당
- 2008년 3월 25일 : 충청남도천안교육청사 신축 (천안시 불당동 459-1)

## 역대 교육장
| 천안군교육구           | 천안군교육구 | 천안군교육구                       | 천안군교육구                                     |
| 대수                   | 이름         | 임기                               | 비고                                             |
| ---------------------- | ------------ | ---------------------------------- | ------------------------------------------------ |
| 초대                   | 이지형       | 1952년 8월 8일 ~ 1960년 9월 12일   |                                                  |
| 2대                    | 김경배       | 1960년 9월 13일 ~ 1961년 12월 31일 |                                                  |
| 천안군교육청           |              |                                    |                                                  |
| 대수                   | 이름         | 임기                               | 비고                                             |
| 초대                   | 임형수       | 1964년 1월 1일 ~ 1964년 3월 27일   |                                                  |
| 2대                    | 윤병무       | 1964년 3월 28일 ~ 1966년 11월 21일 |                                                  |
| 3대                    | 이지형       | 1965년 3월 10일 ~ 1972년 8월 31일  |                                                  |
| 4대                    | 심재규       | 1972년 9월 1일 ~ 1972년 12월 31일  |                                                  |
| 천안시교육청           |              |                                    |                                                  |
| 대수                   | 이름         | 임기                               | 비고                                             |
| 초대                   | 윤병무       | 1964년 1월 1일 ~ 1964년 4월 27일   |                                                  |
| 2대                    | 이민긍       | 1964년 4월 28일 ~ 1965년 3월 9일   |                                                  |
| 3대                    | 차성재       | 1966년 11월 22일 ~ 1972년 8월 31일 |                                                  |
| 4대                    | 정해곤       | 1972년 9월 1일 ~ 1979년 2월 28일   |                                                  |
| 5대                    | 박경원       | 1974년 3월 1일 ~ 1976년 8월 31일   | 천안시교육청으로 천안군교육청 흡수               |
| 6대                    | 김창홍       | 1976년 9월 1일 ~ 1979년 2월 28일   |                                                  |
| 7대                    | 최진민       | 1979년 3월 1일 ~ 1980년 8월 31일   |                                                  |
| 8대                    | 최승기       | 1980년 9월 1일 ~ 1983년 8월 31일   |                                                  |
| 9대                    | 민병달       | 1983년 9월 1일 ~ 1985년 8월 31일   |                                                  |
| 10대                   | 이영하       | 1985년 9월 1일 ~ 1989년 2월 28일   |                                                  |
| 충청남도천안교육청     |              |                                    |                                                  |
| 대수                   | 이름         | 임기                               | 비고                                             |
| 11대                   | 민병달       | 1989년 3월 1일 ~ 1991년 6월 26일   | 1991년 3월부터 충청남도천안교육청 으로 개칭      |
| 12대                   | 맹오영       | 1991년 6월 27일 ~ 1992년 8월 31일  |                                                  |
| 13대                   | 김상무       | 1992년 9월 1일 ~ 1995년 2월 28일   |                                                  |
| 14대                   | 송원섭       | 1995년 3월 1일 ~ 1997년 8월 31일   |                                                  |
| 15대                   | 손소원       | 1997년 9월 1일 ~ 1999년 8월 31일   |                                                  |
| 16대                   | 김태현       | 1999년 9월 1일 ~ 2000년 8월 31일   |                                                  |
| 17대                   | 이길종       | 2000년 9월 1일 ~ 2002년 2월 28일   |                                                  |
| 18대                   | 송규행       | 2002년 3월 1일 ~ 2003년 4월 15일   |                                                  |
| 19대                   | 김평산       | 2003년 4월 16일 ~ 2004년 8월 31일  |                                                  |
| 20대                   | 이성구       | 2004년 9월 1일 ~ 2005년 8월 31일   |                                                  |
| 21대                   | 조동호       | 2005년 9월 1일 ~ 2007년 8월 31일   |                                                  |
| 22대                   | 황봉현       | 2007년 9월 1일 ~ 2009년 8월 31일   |                                                  |
| 충청남도천안교육지원청 |              |                                    |                                                  |
| 대수                   | 이름         | 임기                               | 비고                                             |
| 23대                   | 류창기       | 2009년 9월 1일 ~ 2012년 2월 29일   | 2010년 9월부터 충청남도 천안교육지원청 으로 개칭 |
| 24대                   | 류광선       | 2012년 3월 1일 ~ 2013년 8월 31일   |                                                  |
| 25대                   | 최경섭       | 2013년 9월 1일 ~ 2015년 2월 28일   |                                                  |
| 26대                   | 한옥동       | 2015년 3월 1일 ~ 2016년 8월 31일   |                                                  |
| 27대                   | 임완묵       | 2016년 9월 1일 ~ 2018년 2월 28일   |                                                  |
| 28대                   | 허삼복       | 2018년 3월 1일 ~ 2019년 8월 31일   |                                                  |
| 29대                   | 가경신       | 2019년 9월 1일 ~ 2021년 2월 28일   |                                                  |
| 30대                   | 송토영       | 2021년 3월 1일 ~ 2022년 8월 31일   |                                                  |
| 31대                   | 박종덕       | 2022년 9월 1일 ~ 2024년 2월 29일   |                                                  |
| 32대                   | 이병도       | 2024년 3월 1일 ~ 현재              |                                                  |

## 직속 기관
- 충청남도천안교육지원청성환도서관

## 관내 학교

### 유치원
- 천안일봉유치원
- 천안도솔유치원
- 천안성정유치원
- 천안버들유치원
- 천안성성유치원
- 천안불당유치원
- 천안꽃마루유치원

### 초등학교
동남구
| - 광덕초등학교 - 도장초등학교 - 목천초등학교 - 미죽초등학교 - 병천초등학교 - 보산원초등학교 - 성남초등학교 - 수신초등학교 - 신계초등학교 - 신사초등학교 | - 신흥초등학교 - 안서초등학교 - 용정초등학교 - 위례초등학교 - 은석초등학교 - 천동초등학교 - 천안가온초등학교 - 천안구성초등학교 - 천안남산초등학교 - 천안능수초등학교 - 천안봉명초등학교 | - 천안봉서초등학교 - 천안부영초등학교 - 천안삼거리초등학교 - 천안새샘초등학교 - 천안신부초등학교 - 천안신안초등학교 - 천안신용초등학교 - 천안신촌초등학교 - 천안용곡초등학교 - 천안용소초등학교 | - 천안일봉초등학교 - 천안중앙초등학교휴교 - 천안청당초등학교 - 천안청룡초등학교 - 천안청수초등학교 - 천안초등학교 - 천안희망초등학교 - 풍세초등학교 - 행정초등학교 |

서북구
| - 대홍초등학교 - 도하초등학교 - 삼은초등학교 - 성거초등학교 - 성신초등학교 - 성환초등학교 - 소망초등학교 - 신가초등학교 - 신방초등학교 | - 양당초등학교 - 양대초등학교 - 입장초등학교 - 직산초등학교 - 천안가람초등학교 - 천안두정초등학교 - 천안미라초등학교 - 천안백석초등학교 - 천안부대초등학교 - 천안부성초등학교 | - 천안불당초등학교 - 천안불무초등학교 - 천안서당초등학교 - 천안서초등학교 - 천안성정초등학교 - 천안수곡초등학교 - 천안신대초등학교 - 천안쌍용초등학교 - 천안쌍정초등학교 | - 천안아름초등학교 - 천안업성초등학교 - 천안오성초등학교 - 천안와촌초등학교 - 천안용암초등학교 - 천안월봉초등학교 - 천안차암초등학교 - 천안호수초등학교 - 환서초등학교 |

### 중학교
동남구
| - 계광중학교 - 광풍중학교 - 목천중학교 - 병천중학교 | - 복자여자중학교 - 천남중학교 - 천성중학교 - 천안가온중학교 | - 천안동중학교 - 천안북중학교 - 천안새샘중학교 - 천안서여자중학교 | - 천안신방중학교 - 천안여자중학교 - 천안용곡중학교 - 천안중학교 |

서북구
| - 성환중학교 - 입장중학교 - 천안동성중학교 - 천안두정중학교 | - 천안백석중학교 - 천안봉서중학교 - 천안부성중학교 - 천안불당중학교 | - 천안불무중학교 - 천안성성중학교 - 천안성정중학교 - 천안쌍용중학교 | - 천안오성중학교 - 천안월봉중학교 - 환서중학교 |